# آکیتاکاتا، هیروشیما
آکیتاکاتا در استان هیروشیما در کشور ژاپن واقع شده است  که دارای جمعیت ۳۲٬۳۲۳ نفر و مساحت ۵۳۷٫۷۹ کیلومتر مربع با تراکم جمعیت ۶۰٫۱  نفر در کیلومترمربع است و در تاریخ ۱ مارس ۲۰۰۴ به عنوان شهر شناخته شد.